# Девід Маршал
Девід Маршал (12 березня 1908, Сінгапур — 12 грудня 1995, Сінгапур) — політик, юрист, «місіонер демократії» в Сингапурі.

## Життєпис
1908 — народився в Сингапурі в родині сефардських мігрантів. Батьки — вихідці з Іраку.
Освіту отримав у навчальних закладах Великої Британії: закрита середня школа, Лондонський університет. Вивчив французьку мову, що допомогло йому зрозуміти ідеали свободи, рівності та братерства французького народу.
1937 — після закінчення університету прийнятий до Колегії адвокатів у Міддл-Темплі. У цьому ж році повернувся до Сінгапуру, щоб розпочати юридичну кар'єру.
1938 — на волонтерських засадах вступив на військову службу в британський резервний загін, у складі якого були емігранти континентальної Європи. Неодноразово затримувався військовою поліцією за участь у страйках щодо захисту прав «азійців».
1942, лютий — брав участь у бойових діях проти Імперської армії Японії. Потрапив у полон. Після війни став найкращим адвокатом Британської Малайї.
1946—1953 — голова Сингапурського єврейського комітету соціальної допомоги, який сприяв створенню єврейських навчальних закладів, культурно-просвітницьких і медичних установ.

## Політична кар'єра
- 1955 — став першим Прем'єр-міністром Сингапуру.
- 1956, квітень — керівник делегації до Лондону з питань незалежності Сінгапуру. Велика Британія відмовила Сінгапуру в наданні незалежності, посилаючись на страйки сингапурських робочих. У знак протесту — відмовився від посади Прем'єр-міністра.
- 1957, листопад — засновник Робочої партії Сінгапуру.

- 1961—1963 — депутат Законодавчого зібрання.
- 1963 — втратив місце в Парламенті й повернувся до адвокатської практики.
- 1978—1993 — посол Сингапуру у Франції, Португалії, Іспанії та Швейцарії. Як дипломат, Маршал продовжував захищати інтереси своєї країни.
- 1993 — вийшов у відставку з посади посла дипломатичного корпусу.
- 1995 — помер від раку легенів.

## Відзнаки
- 1978 — отримав титул кавалера Французького іноземного легіону.
- 1990 — нагороджений  орденом «За видатні заслуги» (Велика Британія).
- 1992 — почесний член юридичної академії Сингапуру.
- 1997 — почесний доктор юридичних наук Національного університету Сингапуру.